# 지니어스 (걸 그룹)
지니어스(Geenius)는 HOMe 소속의 대한민국 걸 그룹이다. 이 그룹은 예영, 시온, 미카, 조에, 안다미로 5명의 멤버로 구성됐다. 2024년 1월 5일 디지털 싱글 'Voyage'로 데뷔했다.

## 역사

### 데뷔 전
일부 멤버는 그룹에 합류하기 전에 이전에 연예계에 종사했다. 조에는 JTBC 서바이벌 리얼리티 시리즈 '믹스나인'에 출연했다. 그녀는 39위로 10화에서 탈락했다. 예영과 시온은 리얼리티 서바이벌 '걸스플래닛999 : 소녀대전'에 출연했으나 시온은 5회에서 탈락해 K28등급, 예영은 8회에서 탈락해 K17등급으로 최종 데뷔 멤버에 들지 못했다.
2023년 12월 20일 보도자료를 통해 소속사 슈어플레이스(Sure Place)가 신인 걸그룹 지니어스(Geenius)를 데뷔한다고 밝혔으며, 자체 SNS 계정을 개설했다. SNS 계정을 통해 커밍순 티저가 공개되면서 곧 데뷔를 앞두고 있음을 알렸다. 다음 날 멤버들은 리더 예영, 시온, 미카, 조에, 막내 안다미로로 공개됐다. 멤버들과 함께 2024년 1월 5일 디지털 싱글 'Voyage'로 데뷔일을 밝혔다.
프리데뷔 첫 주에는 블록베리크리에이티브에서 베베즈로 활동했으나, 전속계약 만료로 멤버 전원이 소속사를 떠나 슈어플레이스와 재계약을 맺은 것으로 알려졌다. 하지만 2024년 데뷔를 불과 며칠 앞둔 최근 뉴스 보도에 따르면 이들의 실제 소속사는 전 블록베리 크리에이티브 디렉터들이 만든 슈어플레이스 산하 하위 레이블인 홈(HOMe)인 것으로 알려졌다.

### 2024년: Voyage로 데뷔
지난 1월 5일, 디지털 싱글 'Voyage'로 1월 13일 데뷔한다고 발표됐다.

## 회원
- 예영
- 시온
- 미카
- 조에
- 안다미로

## 음반
- Voyage (2024)